# 濱田博喜
濱田 博喜（はまだ ひろき、1952年 - ）は、日本の生理学者（生化学）、実業家。学位は理学博士（広島大学・1987年）。岡山理科大学理学部教授、マイスターバイオ株式会社代表取締役社長・最高技術責任者。姓の「濱」は「浜」の旧字体のため、新字体で浜田 博喜（はまだ ひろき）とも表記される。
岡山理科大学理学部助手、オクラホマ州立大学生化学科博士研究員、テキサスA&M大学生化学科博士研究員、岡山理科大学理学部助教授などを歴任した。

## 来歴

### 生い立ち
1952年（昭和27年）に生まれた。1979年（昭和54年）4月、国が設置・運営する広島大学の大学院に進学し、理学研究科にて学んだ。博士課程前期に在籍し、1981年（昭和56年）3月に修了した。それにともない、理学修士の学位を取得した。1981年（昭和56年）4月より博士課程後期に在籍し、1983年（昭和58年）3月に中途退学した。その後、「Enantioselectivity in the biotransformation of mono- and bicyclic monoterpenoids with the cultured cells of Nicotiana tabacum」と題した博士論文を執筆した。その結果、1987年（昭和62年）9月21日に広島大学より理学博士の学位を授与された。

### 生物学者として
加計学園が設置・運営する岡山理科大学に採用され、1983年（昭和58年）4月より理学部の助手を務めた。理学部においては、主として基礎理学科の講義に携わった。1988年（昭和63年）4月より、アメリカ合衆国にてオクラホマ州立大学の生化学科にて博士研究員となった。一年間にわたって、当時教授を務めていたエッセンベルクに師事した。1989年（平成元年）4月、テキサスA&M大学に転じ、生化学科の博士研究員となった。一年間にわたって、当時教授を務めていたスコットに師事した。日本に帰国後は岡山理科大学に復帰し、1992年（平成4年）4月には理学部の助教授に昇任した。理学部においては、引き続き基礎理学科の講義を担当した。1998年（平成10年）4月、岡山理科大学の理学部にて教授に昇任した。理学部においては、引き続き基礎理学科の講義を担当した。しかし、理学部に臨床生命科学科が新設されたことにともない、2004年（平成16年）4月からは臨床生命科学科の講義を担当した。なお、その傍ら他の教育・研究機関でも教鞭を執っていた。2017年（平成29年）2月28日より上海交通大学の客員教授を兼任していた。

### 実業家として
大学発ベンチャーとしてマイスターバイオが設立されると、その代表取締役として社長に就任した。また、いわゆる「CTO」である最高技術責任者も兼務していた。

## 略歴
- 1952年 - 誕生[1]。
- 1981年 - 広島大学大学院理学研究科博士課程前期修了[2]。
- 1983年 - 広島大学大学院理学研究科博士課程後期中途退学[2]。
- 1983年 - 岡山理科大学理学部助手[5]。
- 1988年 - オクラホマ州立大学生化学科博士研究員[5]。
- 1989年 - テキサスA&M大学生化学科博士研究員[5]。
- 1992年 - 岡山理科大学理学部助教授[5]。
- 1998年 - 岡山理科大学理学部教授[5]。
- 2017年 - 上海交通大学客員教授[1]。

## 著作

### 編纂
- バリー・シアーズ著、浜田博喜・森昌彦共編『ボケない、キレない、忘れない、うつ病にも効く！――99.999999％の高純度フィッシュオイル』現代書林、2004年。ISBN 4774505935

### 監修
- 浜田博喜監修、翔雲社編集部編著『ひざ関節痛・リウマチ痛を自分で治す本』翔雲社、2003年。ISBN 4921140421
- 浜田博喜監修『アミノ酸石けんで肌トラブルが消えた!!――皮膚常在菌の働きで全身がイキイキ！』コスモトゥーワン、2005年。ISBN 4877950672
- 濱田博喜監修『機能性配糖体の合成と応用』シーエムシー出版、2013年。ISBN 9784781308029